# Lanište (prijevoj)
Lanište je planinski prijevoj u Bosni i Hercegovini.
Nalazi se na nadmorskoj visini od 717 metara. Preko prijevoja vodi magistralna cesta M 5 između Bosanskog Petrovca i Ključa. U blizini se nalazi i naseljeno mjesto Lanište koje administrativno pripada općini Ključ.
Često se tijekom zime preko prijevoja Lanište prometuje otežano.